# Brug van Milsaucy
De Brug van Milsaucy is een brug over het Albertkanaal en het Kanaal van Monsin op de grens van de Belgische gemeenten Herstal en Luik, die het eiland Monsin verbindt met Herstal.
De eerste brug op deze locatie werd gebouwd bij de aanleg van het Albertkanaal en bij de inhuldiging van dat kanaal opengesteld. Op 11 mei 1940 werd de brug echter vernietigd door het Belgisch leger. In 1948 werd de brug herbouwd. Deze brug bestond uit twee vierendeelbruggen waarbij de eerste, met een spanwijdte van 64,80 meter, het Albertkanaal overspande en de tweede, met een spanwijdte van 51 meter, de sluis overspande.
Bij de verbreding van het kanaal in 1990 werd de brug vervangen door de huidige boogbrug die met zijn spanwijdte van 144,60 meter zowel het Albertkanaal als het Kanaal van Monsin overspant. De huidige brug is een ontwerp van architectenbureau Greisch.